# Suaux
 Suaux  es una comuna y población de Francia, en la región de Poitou-Charentes, departamento de Charente, en el distrito de Confolens y cantón de Saint-Claud.
Su población en el censo de 1999 era de 356 habitantes.
Está integrada en la Communauté de communes de Haute Charente .

## Demografía
| 509 | 484 | 460 | 373 | 367 | 356 |
| Para los censos de 1962 a 1999 la población legal corresponde a la población sin duplicidades (Fuente: INSEE [Consultar]) |     |     |     |     |     |